# Kościół Chrystusa Króla w Gliwicach
Kościół Chrystusa Króla – rzymskokatolicki kościół parafialny należący do dekanatu Gliwice-Sośnica diecezji gliwickiej. Znajduje się na gliwickim osiedlu Zatorze.

## Historia
Zamiar budowy kościoła powzięto już w 1929 roku, wówczas dwa projekty przyszłej świątyni wykonał Dominikus Böhm. Obydwie wersje projektu były jednak za kosztowne. W 1934 roku temat budowy kościoła powrócił. Do wykonania projektów zaproszono Paula Kellera i Karla Mayra. Do realizacji wybrano projekt Mayra. 2 sierpnia 1934 roku proboszcz parafii św. Rodziny, ksiądz Brunon Pattas poświęcił plac budowy, natomiast już 23 kwietnia 1935 roku zostały zakończone prace budowlane w tzw. stanie surowym. 3 listopada 1935 roku kardynał Adolf Bertram poświęcił kościół i erygował nową parafię. Kościół był jednym z pierwszych na terenie diecezji wrocławskiej, który otrzymał wezwanie Chrystusa Króla. W 1938 roku artysta malarz Karl Platzek ozdobił prezbiterium polichromią przedstawiającą Chrystusa Króla z napisem w języku niemieckim „Królestwo moje nie jest z tego świata”. Ze względu na ten napis malowidło zostało po II wojnie światowej zamalowane. 
W 1955 roku w bocznej nawie postawiono ołtarz Matki Bożej Nieustającej Pomocy. W 1973 roku przeprowadzono remont kościoła, w trakcie którego przebudowano prezbiterium i dostosowano je do potrzeb nowej liturgii, wymalowano świątynię i odsłonięto malowidło Karla Platzka. Kolejny remont świątyni został wykonany w latach 2015–2016. Autorem nowej polichromii wnętrza oraz aranżacji prezbiterium został Szymon Prandzioch z Akademii Sztuk Pięknych w Katowicach. 25 czerwca 2016 roku biskup gliwicki Jan Kopiec poświęcił nowy ołtarz i wizerunek Chrystusa Króla na ścianie prezbiterium. Malowidło olejne na podbudowie ze złota przedstawia Chrystusa na tronie w otoczeniu siedmiu świeczników.  

## Architektura i wystrój
Świątynia została zaprojektowana przez architekta Karla Mayra. Bryła świątyni miała symbolizować arkę-okręt (navis Ecclesiae), która przewozi chrześcijan przez morze życia do domu Ojca. 
Trzynawowa bazylika, oparta na planie wydłużonego prostokąta, jest zbudowana w oparciu o żelbetowy szkielet. Fasadę kościoła tworzy masywna wieża. Wnętrze przykryte jest płaskim stropem.

### Wieża
Zaprojektowana przez Karla Mayra wieża kościoła miała mieć wysokość 60 metrów, a w jej zwieńczeniu miała znajdować się grupa Ukrzyżowania i złota korona. Ostatecznie zdecydowano wybudować wieżę do wysokości nawy, a zaoszczędzone w ten sposób pieniądze przeznaczyć na budowę plebanii (której projekt wykonali Otto Linder i Theodor Ehl). Na wieży natomiast wykonano drewnianą nadbudówkę w stylu modnego wówczas Bauhausu. W 1937 roku Otto Linder i Theodor Ehl wykonali własny projekt nadbudowy wieży, który jednak nie został zrealizowany.
W 2019 roku zlikwidowano drewnianą nadbudowę wieży i wykonano nową, murowaną. Po tej przebudowie wieża uzyskała wysokość 45,30 m. Autorem projektu nadbudowy jest architekt Robert Krawczyk. W grudniu 2019 po odbudowie i podwyższeniu wieża kościelna wraz z dzwonnicą została oficjalnie poświęcona.

### Witraże
W okrągłych oknach świątyni umieszczone są witraże wykonane w pracowni witrażowniczej Franza Mayera z Monachium według projektu Josefa Eberza (do dziś zachowane cztery z nich). Przedstawiają one świętych w półpostaci wraz z ich atrybutami. W górnych częściach ścian nawy znajdują się witraże ornamentalne z 1943 roku, które zrobiła berlińska pracownia Augusta Wagnera.